# Winch
Ne doit pas être confondu avec Cabestan (accastillage).
Pour les articles homonymes, voir Winch (homonymie).

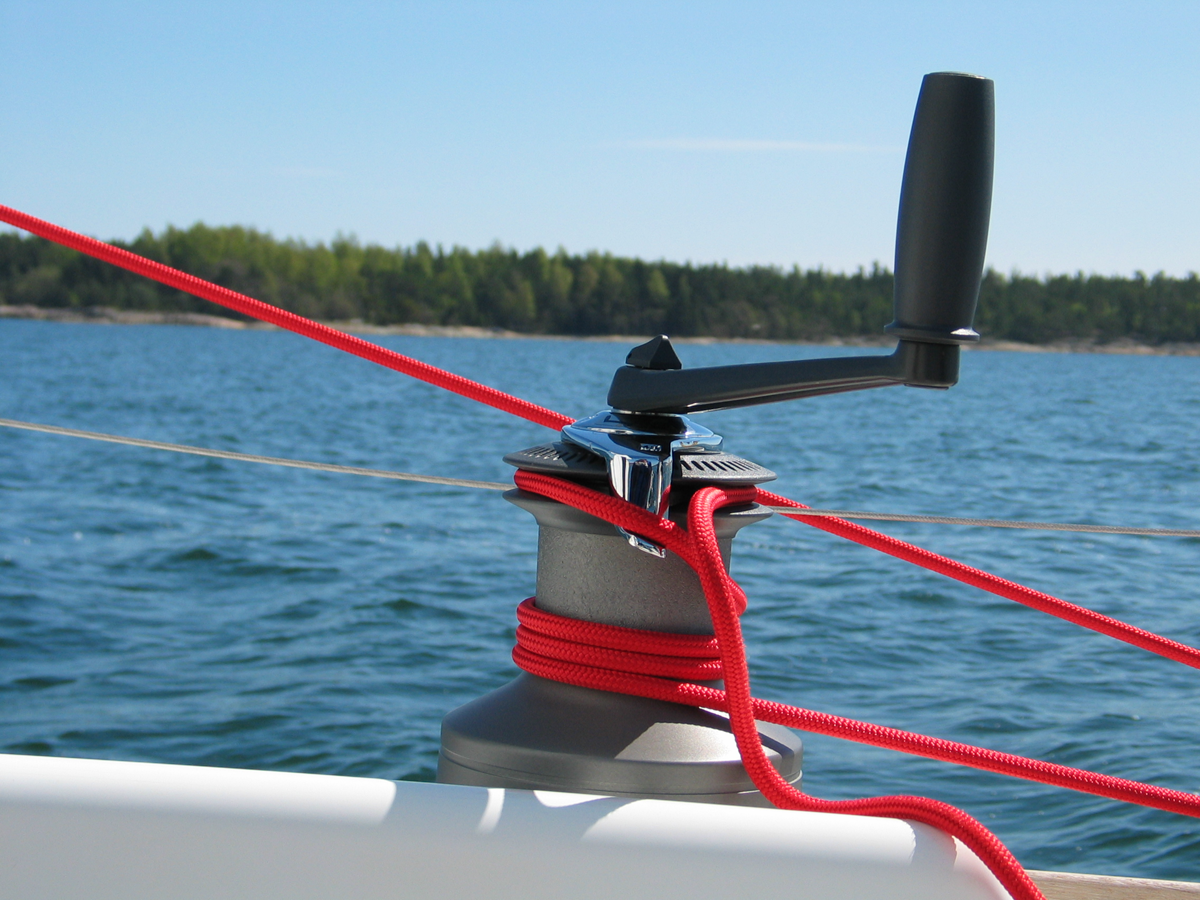
Winch self tailing (EN), ou cabestan à queue automatique (FR), et sa manivelle sur un voilier de plaisance.

Un winch (de l'anglais, prononcé [wintʃ] « ouïntch »), s'il est à axe horizontal, ou cabestan, s'il est à axe vertical, est un treuil fixe placé sur le pont d'un voilier de plaisance qui permet de démultiplier la traction exercée par l'équipage sur les cordages (écoute, drisse, bras de spinnaker) utilisés pour contrôler la voilure.

## Histoire

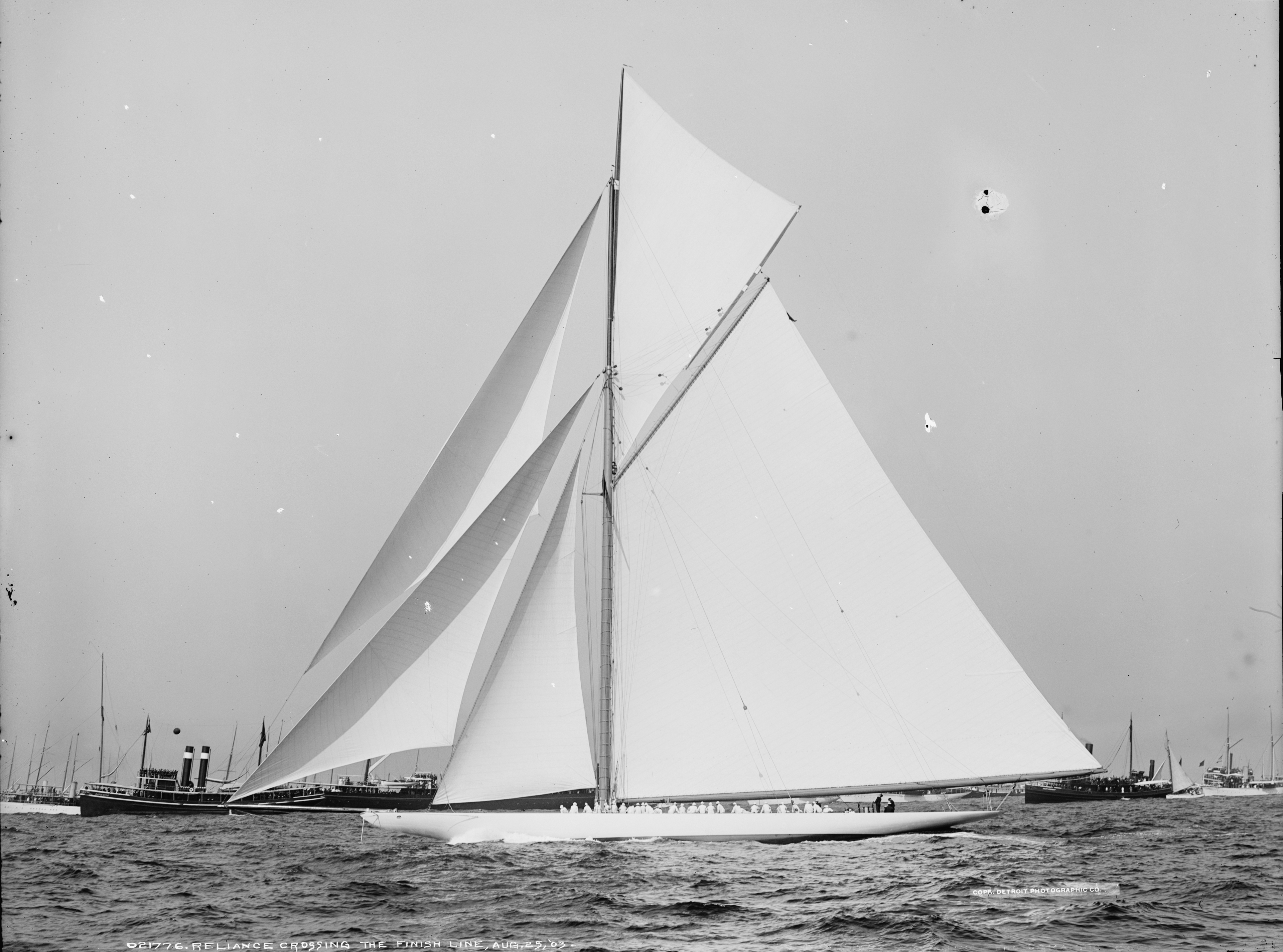
Reliance, 1903.

Sur les voiliers anciens, des palans constitués de poulies frappées sur les cordages permettaient de démultiplier la traction humaine exercée sur les cordages. Le cabestan permettait de combiner la force de plusieurs hommes et l'efficacité de bras de leviers pour hisser les lourdes vergues et drisses.
À la fin du XIXe siècle les grands voiliers de commerce sont progressivement équipés de treuils Jarvis à manivelles permettant de régler aisément les voiles et de treuils à vapeur pour hisser les lourdes vergues.
Le yacht américain Reliance, vainqueur de la Coupe de l'America de 1903, fut le premier voilier de course équipé de treuils modernes. Ces cabestans étaient à double vitesse et fixés sur le pont, apportant un net avantage par rapport à l'usage traditionnel de palans pour hisser et border ses voiles gigantesques. L'usage de ces équipements s'est ensuite généralisé sur les voiliers de course puis de plaisance.
L'influence anglo-saxonne, dominante dans la pratique de la voile sportive et de plaisance au XIXe et au début du XXe siècle, explique peut-être que le mot winch ait été introduit en français vers les années 1950.
Sur les bisquines, anciens bateaux de pêche de la Manche, un treuil sur axe horizontal, dénommé ouinche (transcription de l'anglais winch), était utilisé pour remonter les dragues à huîtres.

## Fonctionnement

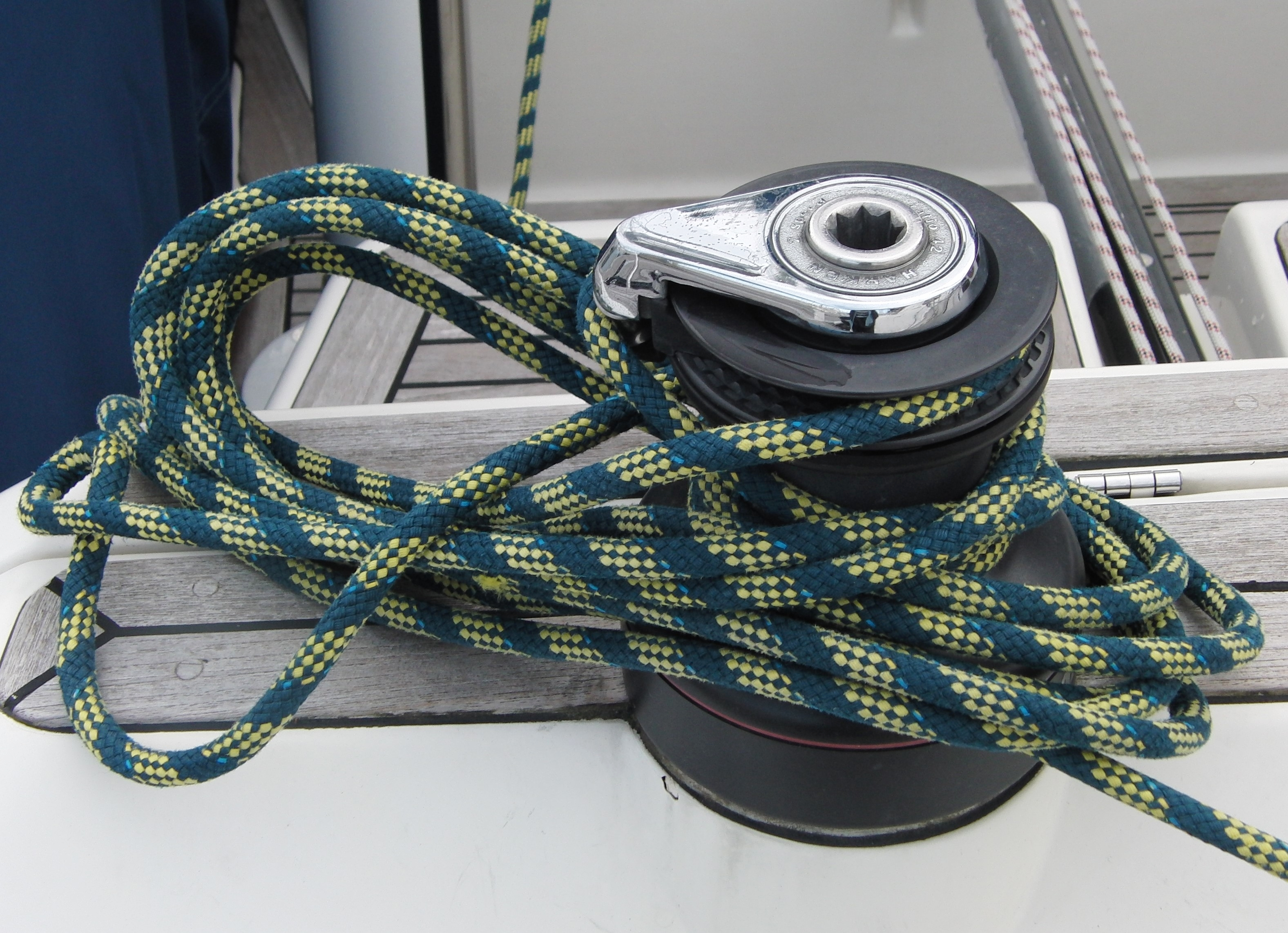
EN : Winch Harken, 2 speed (ratio 42) ; FR : Cabestan de la marque Harken à deux vitesses, ratio 42

Pour hisser et régler les voiles, l'équipage d'un voilier utilise différents cordages qu'il doit, selon la manœuvre, mollir ou mettre en tension. Au-delà d'une certaine vitesse de vent et également en fonction de la surface des voiles, la force à exercer sur les cordages nécessite de recourir à une assistance mécanique. Le cordage à mettre en tension est enroulé autour du corps cylindrique du cabestan (la poupée). L'équipage fait tourner le treuil à l'aide d'une manivelle amovible, qui n'entraine pas directement la poupée : un jeu de pignon interne réduit le nombre de rotation de la poupée par rapport au nombre de rotation de la manivelle. La force exercée sur le cordage est multipliée par rapport à celle exercée sur la manivelle
- en raison de la réduction du nombre de tour (par exemple, doublée lorsque le nombre de rotation est divisé par deux)
- en raison du rapport entre la longueur de la manivelle et le rayon de la poupée (par exemple, triplée si la manivelle fait le triple du rayon)[6]

Dans cet exemple, elle est donc multipliée par six (la distance parcourue par la manivelle est également six fois la longueur de cordage tirée). La force que le treuil, son support, et le cordage doivent être en mesure de supporter est également multipliée de même. Le ratio de multiplication peut aller de 5 sur les plus petits treuils (1 force de 1 kg exercée sur la manivelle se traduit par une traction de 5 kg sur le cordage et sur le treuil) à 120 sur les plus gros dans les gammes commercialisées en série. Le poids et le diamètre du treuil augmentent proportionnellement. Le diamètre du cordage, et le nombre de tour nécessaires autour de la poupée (pour une bonne transmission de la force exercée, sans glissement qui entrainerait une usure), également.
La majorité des cabestans possède deux vitesses (deux rapports). La deuxième vitesse est obtenue en inversant le sens de rotation de la manivelle (la poupée, elle, tournant toujours dans le même sens). On trouve également de petits treuils monovitesse et des gros treuils à trois vitesses, ainsi que d'autres permettant de choquer la voile (reverse ; sinon, le treuil est muni de cliquets qui n'autorisent la rotation que dans un sens, de sorte que l'opérateur peut alterner traction et repos).
Sur un voilier d'une certaine taille (au-delà de 7–8 m), il existe en général plusieurs treuils :
- les cabestans d'écoutes placés de part et d'autre du cockpit, les plus puissants, sont utilisés pour border les écoutes de génois et de spi
- les cabestans de drisse généralement placés sur le rouf ou le mât dédiés aux drisses de génois, grand voile et spinnaker
- des winchs sont parfois placés sur le mât (axe à l'horizontal) pour aider à la manœuvre des drisses.
- des winchs, plus rarement, sont parfois placés sur la bôme (axe à l'horizontal) pour permettre les prises de ris

La poupée du treuil peut être réalisée dans différents matériaux : fonte d'aluminium, inox, carbone, bronze... Sa surface est texturée (rayures, quadrillage...) pour maximiser l'adhérence avec le cordage.

### Coincement ou surpattage et autres incidents de manœuvre
L'emploi d'un treuil, notamment d'un cabestan, demande certaines précautions et peut être l'occasion de blessures et traumatismes avec la manivelle. Par ailleurs l'installation d'un treuil (cabestan ou winch) par rapport à une manœuvre doit respecter certains critères ; en particulier, le cordage de manœuvre servi par le treuil doit aboutir sur la poupée suivant un angle (dit angle de tire) d'une dizaine de degrés vers le bas de la poupée, pour éviter que les tours de cordage sur la poupée (typiquement entre 2 et 4) ne se chevauchent et se coincent (ce qui peut avoir de graves conséquences pour le bateau et l'équipage, notamment pour l'écoute d'un grand foc (dit génois) ou d'un spinnaker). Le garnissage d'un cordage sur la poupée du cabestan se fait de bas en haut : la partie sous tension (le courant en jargon marin) en bas, et la tension diminuant à chaque tour pour devenir quasi nulle en haut (voir la photo en tête d'article, avec une écoute de couleur rouge). Il est d'usage d'embraquer rapidement à la main (« à la volée ») avec un tour ou deux sur la poupée puis de frapper (mettre en place) un tour ou deux de plus (cela dépend de la traction et donc de la force du vent) pour finir d'embraquer à la manivelle, en jouant éventuellement sur la démultiplication des vitesses mécaniques disponibles. Le dégarnissage d'un treuil se fait évidemment dans l'ordre inverse du garnissage (en faisant attention à ses doigts, le port de gants spéciaux, type mitaines, étant conseillé).
Malgré ces précautions, il peut arriver qu’un chevauchement sous tension aboutisse à un blocage complet de l'écoute (en général par la faute d'un opérateur trop pressé). Par analogie avec les chaînes de mouillage s'emmêlant dans les pattes d'une ancre, on parle de surpattage ou d'écoute surpattée.
Avec certains grands génois exerçant une traction de plusieurs centaines de kilogrammes-force (ou DaN) par grand vent, la situation peut devenir très délicate, surtout dans un contexte de régate serrée avec un bateau devenu non manœuvrant.
Le remède n'est pas simple. Couper l'écoute au couteau est une solution dangereuse et de dernier ressort car avec une voile qui faseye, la ferrure du point d'écoute s'agitant de façon incontrôlée, comme une fronde, devient un grave danger.
La solution la plus généralement conseillée dans la littérature nautique consiste à gréer une seconde écoute munie d'un mousqueton rapide largable sous tension et à la sur-border (correctement cette fois) sur un autre cabestan après avoir gréé une poulie (de préférence une poulie coupée) pour mollir et dégager l'écoute surpattée. Ceci n'est possible que si l'écoute surnuméraire et la poulie coupée figurent à l'inventaire de bord.
Ce remède prend un certain temps à mettre en œuvre et il est déconseillé de confondre vitesse et précipitation.
Choquer une écoute sur un cabestan dépourvu du système de blocage (dit self-tailing) demande à la fois de la méthode, de la prudence et de la dextérité. Les tours sur la poupée du cabestan (dont le nombre varie suivant la force du vent) assurent " l'accroche" du cordage sur la poupée.
Pour choquer (relâcher) une écoute, l'opérateur maintient les tours bien rangés sur la poupée avec la paume d'une main et relâche ou bloque prudemment l'extrémité molle (le dormant en jargon marin) de l'écoute en prenant bien garde de ne pas s'y faire prendre les doigts.
En navigation, les écoutes doivent pouvoir être relâchées rapidement (en cas de rafale intempestive) : le dormant (l'extrémité molle) de l'écoute ne doit pas être tourné sur un taquet avec des demi-clés (comme on le fait avec une drisse) mais simplement maintenu avec des tours morts faciles à dégager rapidement.
Sur un voilier-école où les équipiers sont souvent des néophytes, il est recommandé de repérer le sens de rotation (encliquetage, en général en sens des aiguilles d'une montre) du cabestan en peignant une ou plusieurs flèches sur le sommet de la poupée, ceci évitant des fausses manœuvres.

## Typologie
Il existe différents dispositifs qui facilitent l'usage du treuil - cabestan ou winch - ou sont adaptés à des besoins particuliers :

### Cabestan à queue automatique (self-tailing)
Lorsque le cabestan est utilisé, le bout libre du cordage doit être lui-même maintenu en tension et guidé pour que le cordage ne glisse pas ou ne surpatte pas sur la poupée (pour que les tours ne se chevauchent pas lors de l'enroulement). Cette contrainte immobilise une main et surtout impose un positionnement par rapport au cabestan qui n'est pas optimal pour exercer une force maximale sur la manivelle. Le dispositif de queue automatique qui couronne les cabestans modernes assure le guidage du cordage et permet à un seul équipier de tendre un cordage dans toutes les conditions.

### Cabestan àcolonnes

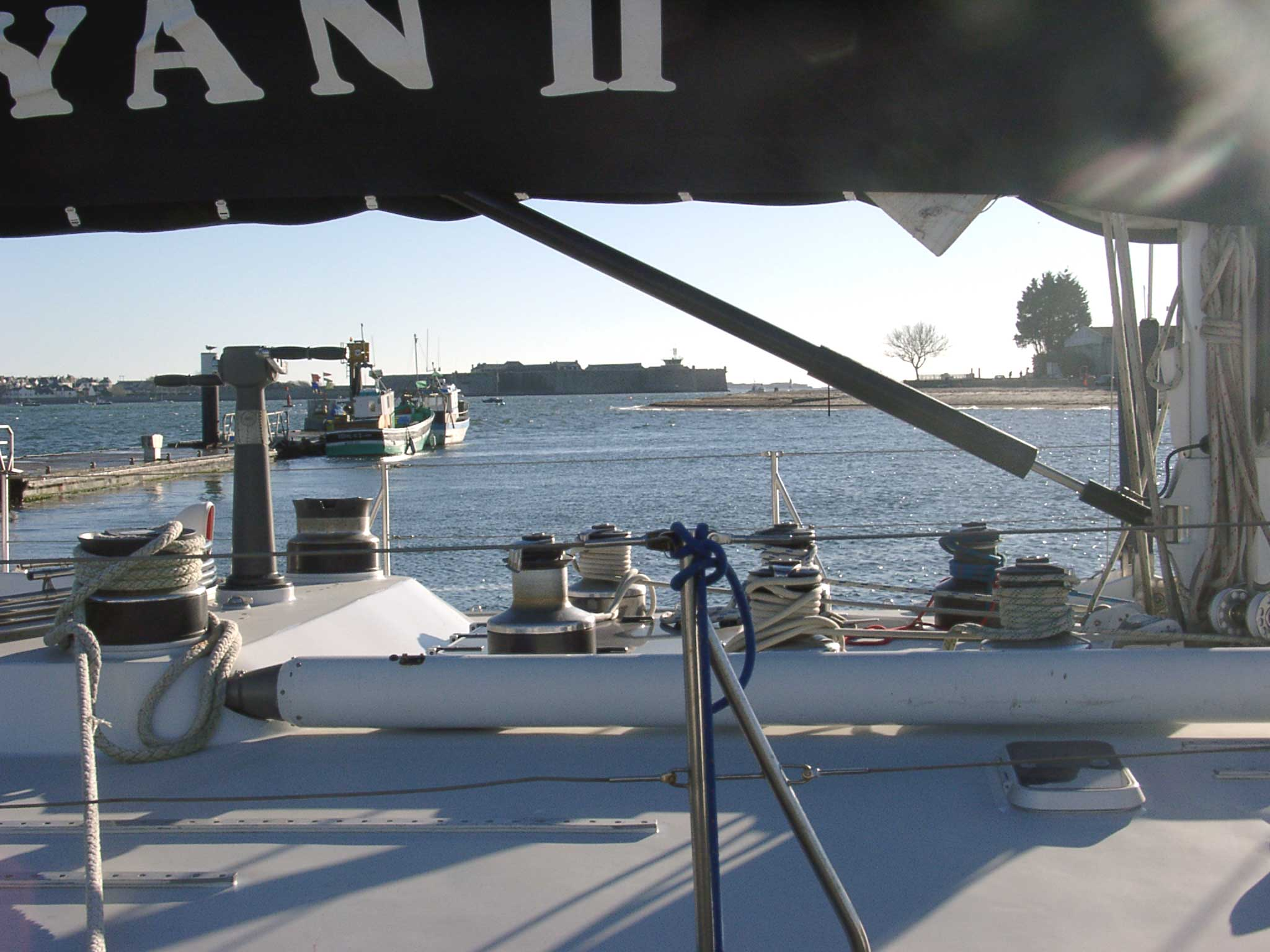
Cabestan à colonne (à gauche), sur un voilier à Lorient Kernevel

Sur les grands voiliers de régate la force à exercer sur les cordages (jusqu'à 10 tonnes), même avec l'assistance des plus gros cabestans, nécessite l'intervention de plusieurs équipiers. La manivelle est remplacée par un système déporté par rapport au cabestan, la colonne de cabestan (surnommée « moulin à café »), qui permet tout à la fois de combiner la force de plusieurs hommes (au moins 2 manivelles sur une colonne) et de déployer une plus grande force (l'axe des manivelles est horizontal et à hauteur de hanche). La force exercée sur une colonne est renvoyée par un système de cardan au cabestan. Une seule colonne peut agir alternativement ou simultanément sur plusieurs cabestans.

### Treuilélectrique, hydraulique
Le treuil, que ce soit un cabestan à axe vertical ou que ce soit un winch à axe horizontal, peut être entraîné par un moteur électrique placé en son axe ou par un moteur relié à un circuit hydraulique.

### Treuil à enrouleur
Le treuil à enrouleur est un treuil utilisé principalement pour les drisses métalliques.

### Poulie-winch
Les poulies-winches sont des poulies dont le réa, rainuré pour empêcher le glissement du cordage, est doté d'un cliquet anti-retour (parfois débrayable pour le petit temps).elles sont souvent utilisées sur des dériveurs légers (écoutes principalement).
Il est recommandé de repérer le sens de fonctionnement de la poulie par une touche de peinture ou une flèche pointée dans le sens de la traction, ceci pour éviter les confusions dans une phase "chaude" d'une régate, par exemple.